# 일로 나들목
일로 나들목(Illo IC)은 전라남도 무안군 일로읍 지장리에 설치된 서해안고속도로의 2번 교차로이다. 나들목 진출입로는 일로읍 감돈리와 접하고 있다. 요금소는 무안(목포) 방향으로 오고 가는 차량들의 통행료를 징수하기 위해 서울 방향 진출로와 무안 방향 진입로에 각각 설치되어 있다. 지방도 제815호선을 통해 일로읍내로 진출할 수 있으며, 인근에 호남선 일로역이 있다.

## 연혁
- 1995년 12월 11일 : 1997년 12월까지 나들목 구조 변경으로 인해 전라남도 무안군 일로읍 지장리 ~ 삼향면 맥포리 1.5km 구간 도로구역 변경[1]
- 1998년 8월 25일 : 서해안고속도로 무안 ~ 목포 구간 개통에 따라 영업 개시[2]

## 구조물 정보
- 위치: 전라남도 무안군 일로읍 지장리
- 영업소: 전라남도 무안군 일로읍 문화로 690-10

## 접속하는 도로
- 지방도 제815호선 (문화로)
- 간접 연결 : 지방도 제820호선 (삼일로, 월암 교차로 이용)

## 교통량 정보
| 요금소        | 통행량 (대/일) | 통행량 (대/일) | 통행량 (대/일) | 통행량 (대/일) | 통행량 (대/일) | 통행량 (대/일) | 통행량 (대/일) | 통행량 (대/일) | 통행량 (대/일) | 통행량 (대/일) | 각주  |
| 요금소        | 2001년         | 2002년         | 2003년         | 2004년         | 2005년         | 2006년         | 2007년         | 2008년         | 2009년         | 2010년         | 각주  |
| ------------- | -------------- | -------------- | -------------- | -------------- | -------------- | -------------- | -------------- | -------------- | -------------- | -------------- | ----- |
| 일로 (개방식) | 275            | 606            | 669            | 716            | 812            | 887            | 915            | 924            | 997            | 1,000          | [ 3 ] |
| 요금소        | 2011년         | 2012년         | 2013년         | 2014년         | 2015년         | 2016년         | 2017년         | 2018년         | 2019년         |                | [ 3 ] |
| 일로 (개방식) | 1,027          | 1,401          | 1,459          | 1,459          | 1,461          | 1,512          | 1,649          | 1,960          | 2,183          |                | [ 3 ] |